# Saadeddine Othmani
Saadeddine Othmani (Inezgane, 16 de janeiro de 1956) é um político e psiquiatra marroquino, que foi nomeado a primeiro-ministro do Marrocos em 17 de março de 2017 e tomou posse a 5 de abril de 2017, posto que ocupou até 10 de setembro de 2021. Othmani foi  Ministro de Relações Exteriores durante os anos de 2012 a 2013.